# 日本ハムヘルスクリエイト
日本ハムヘルスクリエイト株式会社（にっぽんハム・ヘルスクリエイト、英文社名：Nipponham HealthCreate Ltd.）は日本ハムの関連会社で健康食品の通信販売を行う。

## 歴史
1978年7月、健康食品の製造・販売を目的とした前身企業の「有限会社丸和商会」が設立された。1981年から本格的な通信販売事業を展開、1983年に株式会社に改組された。
その後1986年に業務拡大のため渋谷区に営業本部を設置。1987年に社名を「株式会社丸和」に改める。1991年、世田谷区に本社ビルが完成し機能を移転。2001年、千代田区に再移転。
2004年に食肉・生肉業の日本ハムが完全子会社化して傘下に収めて健康食品部門に進出。2008年に丸和本体と、製造部門を請け負う子会社の「株式会社ケンテック」を合併させた上で、社名を「日本ハムヘルスクリエイト株式会社」（現社名）に改め、今日に至る。これに伴い、登記上本社を品川区に移転した。また町田市に流通センターがある。
2014年4月に親会社である日本ハムのコーポレートブランドロゴ改定に合わせ、当社のコーポレートブランドロゴも改定された。

## 取扱商品
- ローヤルゼリー
- コラーゲン
- 栄養補助食品
- 化粧品